# Ben Tianavaig
Le Ben Tianavaig est une colline du Royaume-Uni située en Écosse, sur l'île de Skye. Elle culmine à 413 mètres d'altitude ce qui en fait un marilyn. Ben Tianavaig domine la plus importante localité de l'île de Skye, Portree.